# پان ۴۴۵۰
سیارک ۴۴۵۰ (به انگلیسی: 4450 Pan، نامگذاری:1987SY) چهار هزار و چهارصد و پنجاهمین سیارک کشف شده‌است که در ۲۵ سپتامبر ۱۹۸۷ کشف شد.
قدر مطلق سیارک برابر ۱۷٫۲۰ است.